# 大野城出入口
大野城出入口（おおのじょうでいりぐち）は福岡県福岡市博多区と福岡県大野城市にまたがる、福岡高速道路2号太宰府線の出入口である。

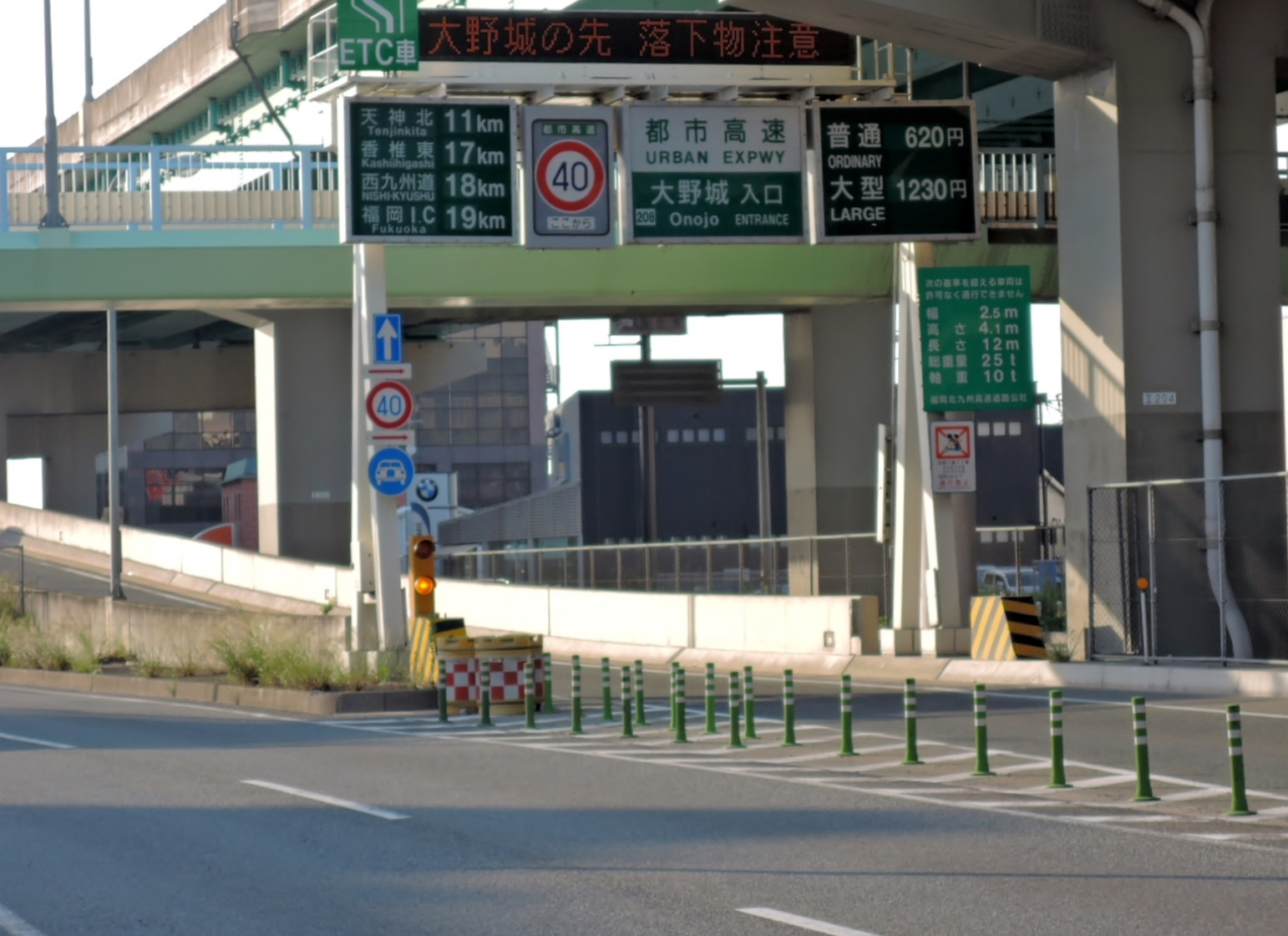
国道３号線から、福重、天神、香椎方面に向かう、福岡高速道路２号線(太宰府線）、大野城入口を写す。

## 接続する道路
- 国道3号福岡南バイパス

## 周辺
- 大野城市
- 春日市
- 雑餉隈

## 料金所

### 天神北・香椎方面
- ブース数：2
  - ETC専用：1
  - 一般：1

## 注意点
- 太宰府IC方面（南行き）へは行けない。

## 隣
福岡高速2号太宰府線
(207) 金の隈出入口 - (208) 大野城出入口 - (209) 水城出入口